# Бонусный трек
Бонус-трек (англ. bonus track) — музыкальное произведение, которое включено в специальное издание или переиздание альбома. Бонусные треки часто можно услышать на переизданиях старых альбомов, где те первоначально не были включены. Часто это делается в целях рекламы, дабы вынудить потребителя купить альбом, даже если его первоначальная версия уже имеется. В отличие от скрытого трека, бонус-трек, как правило, включён в треклист, и его не нужно специально искать. Часто бонусные треки включают только в иностранные издания.
Бонус-трек может быть как просто очередным произведением, так и B-side-ом какого-либо сингла или альтернативным вариантом любого ранее записанного или прозвучавшего произведения.